# 小孔賓山
45°59′7″N 7°16′6″E / 45.98528°N 7.26833°E

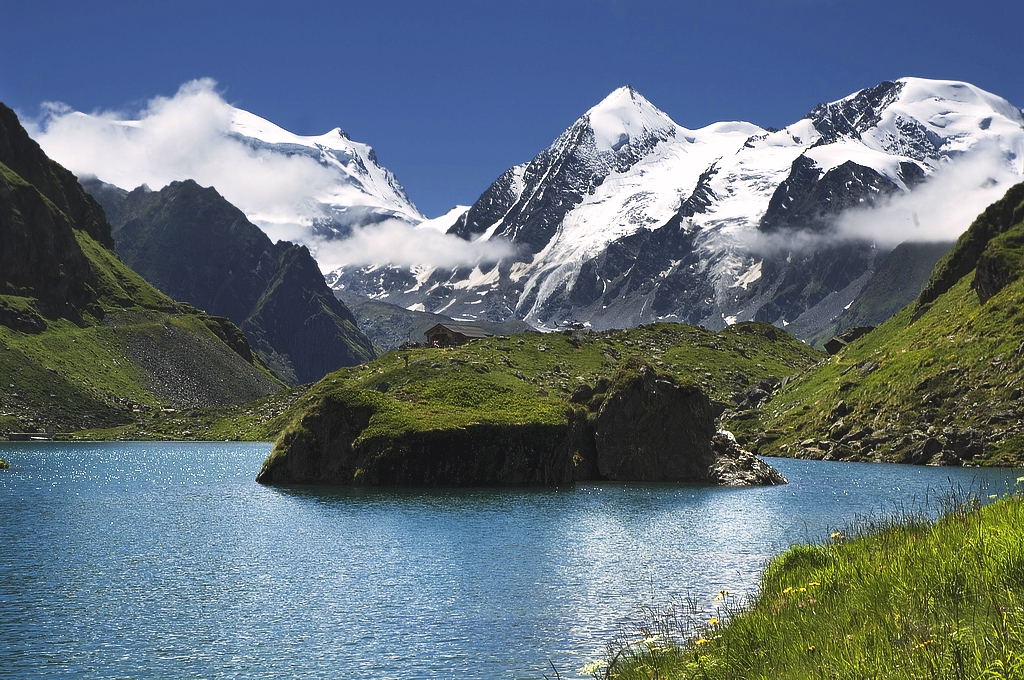

小孔賓山（Petit Combin），是瑞士的山峰，位於該國西南部，由瓦萊州負責管轄，屬於本寧阿爾卑斯山脈的一部分，海拔高度3,663米，人類首次在1890年7月25日首次登頂。